# Wielkie Koryciska

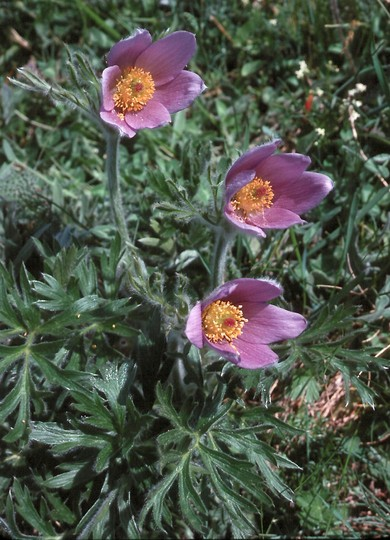
Sasanka słowacka w Polsce występuje jedynie w Wielkich i Małych Koryciskach

Wielkie Koryciska – dolina w Tatrach Zachodnich, będąca orograficznie lewym odgałęzieniem Doliny Chochołowskiej. Jej wylot znajduje się w odległości ok. 1900 m powyżej górnego końca Siwej Polany. W miejscu tym droga prowadząca dnem Doliny Chochołowskiej oddala się od Chochołowskiego Potoku, a na niewielkiej polance znajduje się przy niej nieduża wiata dla turystów. Poprzez potok odchodzi droga gospodarcza prowadząca Wielkimi Koryciskami. Lesista dolina o krętym przebiegu wcięta jest pomiędzy wzniesienia Koryciańskiej Czuby (1161 m), Krytej Czuby (1261 m) i Tyrałowej Czuby (1400 m). Po jej orograficznie lewej stronie znajdują się dolomitowe Koryciańskie Turnie, a po orograficznie prawej, poniżej szczytu Tyrałowej Czuby – polana Tyrałówka. Lodowiec chochołowski tutaj nie dotarł, a lokalny się nie utworzył, V-kształtna dolina wyrzeźbiona została przez wodę. Dnem doliny spływa potok Koryciańska Siklawa. Na potoku w górnej części doliny znajduje się 30-metrowej wysokości próg skalny, z którego spada wodospad.
Dawniej tereny te wchodziły w skład Hali Krytej. Rejon doliny, mającej w wielu miejscach charakter wąwozu, zbudowany jest ze skał dolomitowych i znajduje się w nim wiele osobliwości przyrodniczych. Na jego zboczach znajdują się największe w polskich Tatrach i jedyne tu naturalne skupiska sosen reliktowych (górski ekotyp sosny zwyczajnej). Znajduje się tutaj jedno z dwóch tylko w polskich Tatrach (i w ogóle w całej Polsce) miejsc, w których rośnie sasanka słowacka (drugie miejsce to Małe Koryciska). Występuje także rzadki w Polsce ostrożeń głowacz, sosna drzewokosa (mieszaniec kosodrzewiny z sosna zwyczajną) i rzadka w polskich Karpatach mydlnica lekarska. Wielkie Koryciska i rejon Bobrowca to jedyne w Polsce miejsca, gdzie obserwowano występowanie rzadkiego gatunku motyla – górówki pronoe. W górnej i środkowej części doliny znajdują się jaskinie: Wilcza Nora, Szczelina w Wielkich Koryciskach, Skośna Szpara i Schron w Wielkich Koryciskach.
Dla turystów obszar ten jednak jest niedostępny. Znajduje się na obszarze Tatrzańskiego Parku Narodowego, nie prowadzi tędy żaden szlak turystyczny, natomiast górna część Wielkich Korycisk to obszar ochrony ścisłej Koryciska.